# Burgruine Altwehrda
Die Burgruine Altwehrda befindet sich nördlich des Haunetaler Ortsteils Wehrda im Landkreis Hersfeld-Rotenburg in Hessen.

## Lage
Die Ruine liegt auf der Hochfläche des Fulda-Haune-Tafellandes, an der linken Seite des Hirschelbachtales, auf einer Höhe von 249 Metern über Normalnull. Heute liegt die Ruine zwischen Feldern auf offenem Gelände, etwa 700 Meter nördlich der Dorfmitte von Wehrda.
Etwa 1,3 Kilometer östlich im Haunetal liegt die Sinzigburg und 2,5 Kilometer östlich, schon in der Rhön, liegt die Burg Hauneck.

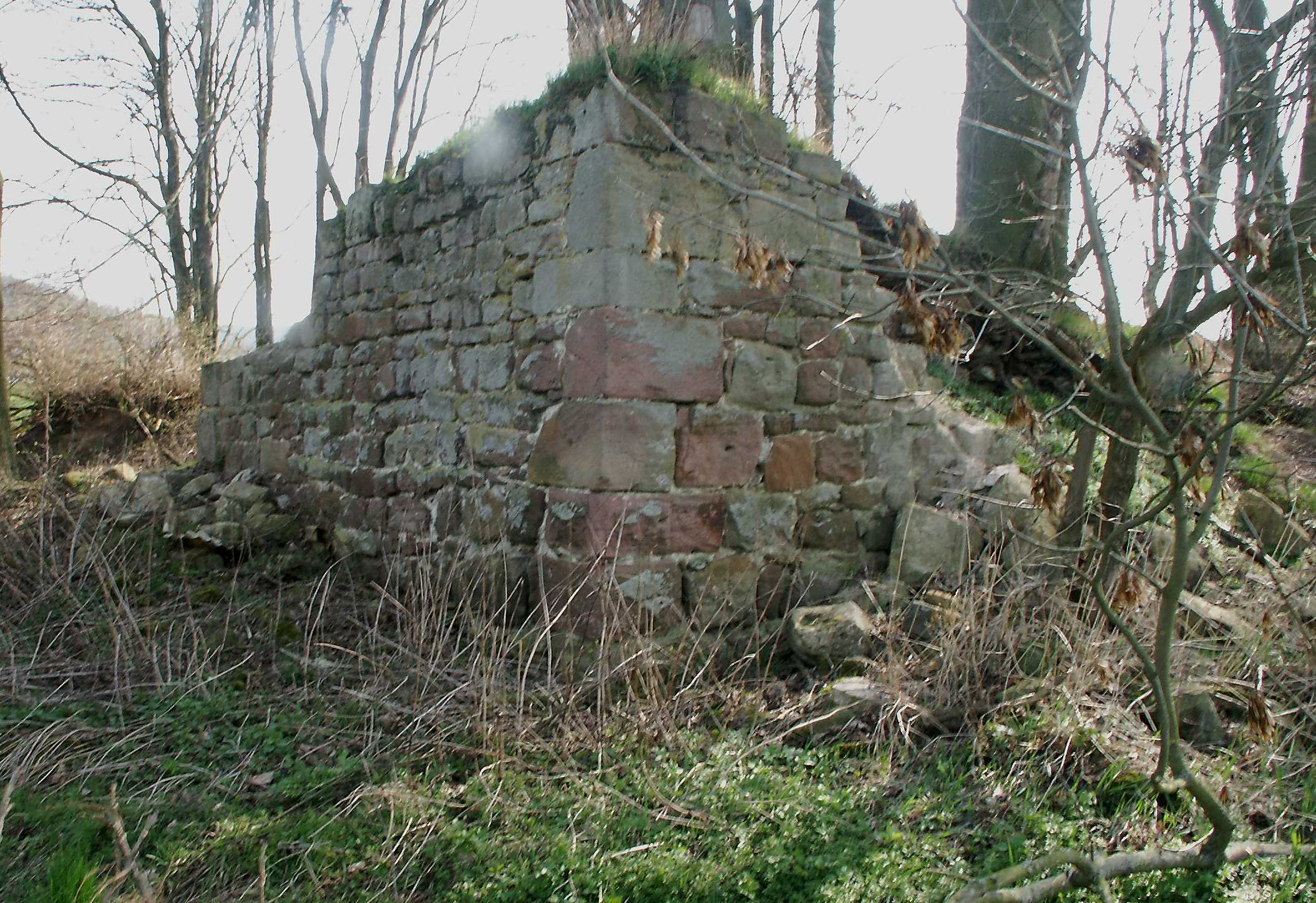
Mauerreste an der nordwestlichen Seite des Burghügels

## Beschreibung
Die Niederungsburg und vermutliche Wasserburg hat heute eine annähernd quadratische Grundform. Der Ruinenhügel ist mit Bäumen bewachsen und weist nur noch wenige Mauerreste aus Sandstein auf. Lediglich im Nordwesten steht noch ein größerer Mauerrest, der vermutlich zu einem Turm gehörte.
Reste eines Burggrabens um die Burg sollen in den 1980er Jahren noch sichtbar gewesen sein, sind aber durch die landwirtschaftliche Nutzung rund um die Ruine zwischenzeitlich vollständig verschwunden. Der Graben war vermutlich durch Stauanlagen am Hirschelbach mit Wasser gefüllt.
Etwa 200 Meter südwestlich der Burg liegt der kleine „herrschaftliche“ Friedhof, in dem es noch Gräber aus dem 18. und 19. Jahrhundert der Freiherren von Trümbach gibt. Bis in die Gegenwart wird der Friedhof von der Familie von Campenhausen genutzt.

## Geschichte

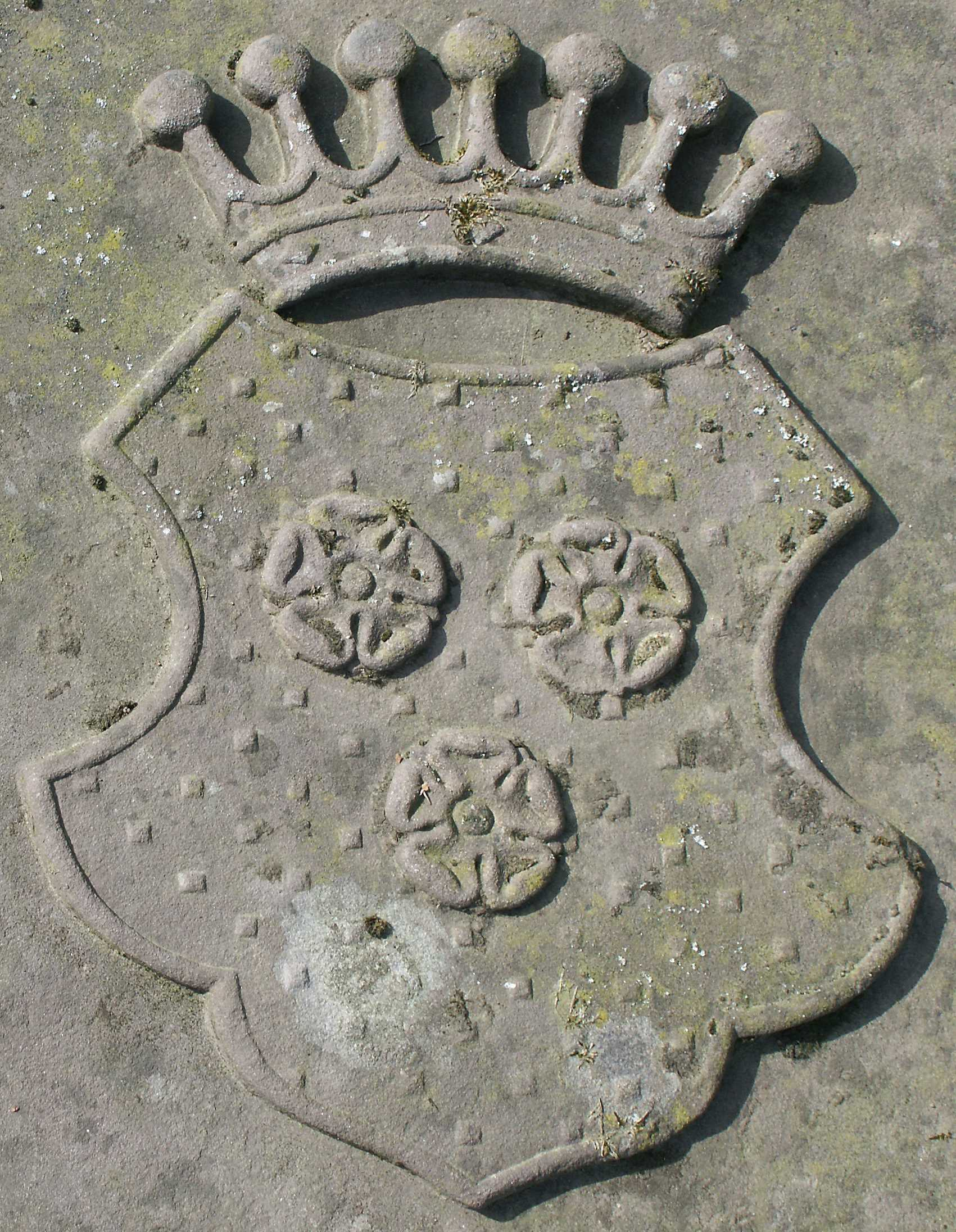
Wappen derer von Trümbach

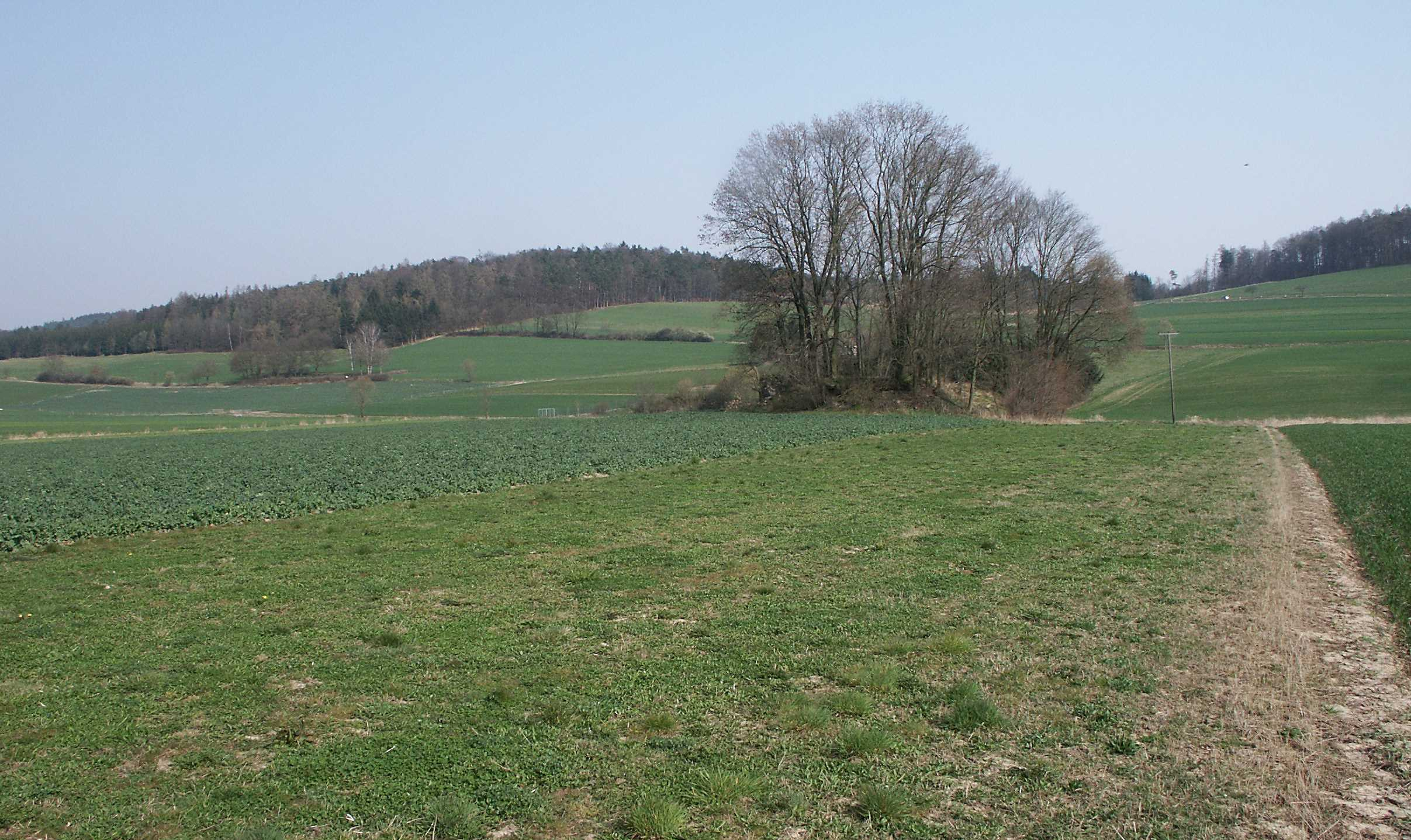
Burghügel mit der Umgebung des Hirschelbachtales

Wann die Burg erbaut wurde, ist nicht bekannt. Die ersten urkundlichen Belege stammen aus dem Jahr 1308, als Abt Heinrich V. Graf von Weilnau das Haus „Werdowe“ an die Ministerialenfamilie von Trümbach verpfändete, die es im Jahr 1310 als Lehen erhielt. Diese Familie (früher in Urkunden Trubenbeche oder Trubenbach genannt) hatte vermutlich in Altwerda ihren ersten Stammsitz. Es besteht auch die Möglichkeit, dass sie früher im Besitz der Sinzigburg waren.
Nach einer Urkunde aus dem Jahr 1483 war Altwehrda eine Fluchtburg für das Gericht Neukirchen. Nach weiteren Urkunden war die Burg noch im 15. Jahrhundert bewohnt. Um 1637, im Dreißigjährigen Krieg, wurde die Burg zerstört und nicht wieder aufgebaut.